# La Roche-Rigault
 La Roche-Rigault  ist eine französische Gemeinde mit 562 Einwohnern (Stand 1. Januar 2022) im Département Vienne in der Region Nouvelle-Aquitaine; sie gehört zum Arrondissement Châtellerault und zum Kanton Loudun.

## Bevölkerungsentwicklung
| Jahr      | 1962 | 1968 | 1975 | 1982 | 1990 | 1999 | 2007 |
| Einwohner | 594  | 676  | 581  | 578  | 557  | 506  | 536  |

## Sehenswürdigkeiten
Siehe auch: Liste der Monuments historiques in La Roche-Rigault
- Burg La Chapelle Belloin (13. Jahrhundert, Monument historique seit 1932)
- Pierre levée de Maisonneuve (Monument historique seit 1956)
- Kirche von Claunay (Monument historique seit 1926 für die Apsis und den Glockenturm)
- Kirche von Bouchet (Monument historique seit 1925)